# Kościół św. Wawrzyńca w Ryńsku
Kościół świętego Wawrzyńca w Ryńsku – rzymskokatolicki kościół parafialny należący do parafii pod tym samym wezwaniem (dekanat Wąbrzeźno diecezji toruńskiej).

## Historia
Jest to świątynia gotycko-renesansowa, murowana z kamienia polnego i cegły, wybudowana w pierwszej połowie XIV w. Korpus kościoła założony na rzucie kwadratu przebudowany został w 1608 roku ze środków finansowych Fabiana Plemięckiego. Od zachodu została dobudowana wówczas wieża. W 1648 roku ze środków finansowych Jana Działyńskiego, ówczesnego wojewody chełmińskiego, świątynia została po raz kolejny wyremontowana.

## Wyposażenie wnętrza
Wyposażenie wnętrza pochodzi z XVII i XVIII wieku. Jego elementami są:
- ambona w stylu renesansowym,
- ławy z wczesnorenesansową dekoracją snycerską,
- prawy ołtarz boczny w stylu barokowym, wykonany z czarnego marmuru w 1645 roku, pierwotnie ołtarz żałobny Jana Zawadzkiego, wojewody parnawskiego, przeniesiony z kościoła pofranciszkańskiego w Chełmnie
- ołtarz główny w stylu wczesnobarokowym z połowy XVII wieku z późniejszymi rzeźbami św. Stanisława i św. Wojciecha z XVIII wieku, a także obrazem „Męczeństwo św. Wawrzyńca” z przełomu XVI i XVII stulecia.

Ciekawym zabytkiem jest również kamienna chrzcielnica w stylu barokowym z połowy XVII wieku, rzeźba Chrystusa Zmartwychwstałego w stylu barokowym oraz granitowe aspersorium z okresu średniowiecza i organy z XIX wieku. Ze sztuki złotniczej można wyróżnić: renesansową monstrancję wieżyczkową i kielich z XVII stulecia a także relikwiarz z 1749 roku i gotycki dzwon odlany w XV wieku.